# 高田高校前站
高田高校前站（日语：／ Takatakōkōmae eki */?）是位於岩手縣陸前高田市高田町字太田，東日本旅客鐵道（JR東日本）的大船渡線BRT巴士站。
在2015年3月14日，隨著岩手縣立高田高等學校遷移至新校舍，於BRT區間新設此站。大船渡線氣仙沼站至盛站之間的鐵路服務於2020年4月1日廢止。此巴士站是在BRT化以後才設置，因此不是鐵路車站，此巴士站不會計算在JR東日本車站數目內。

## 歷史

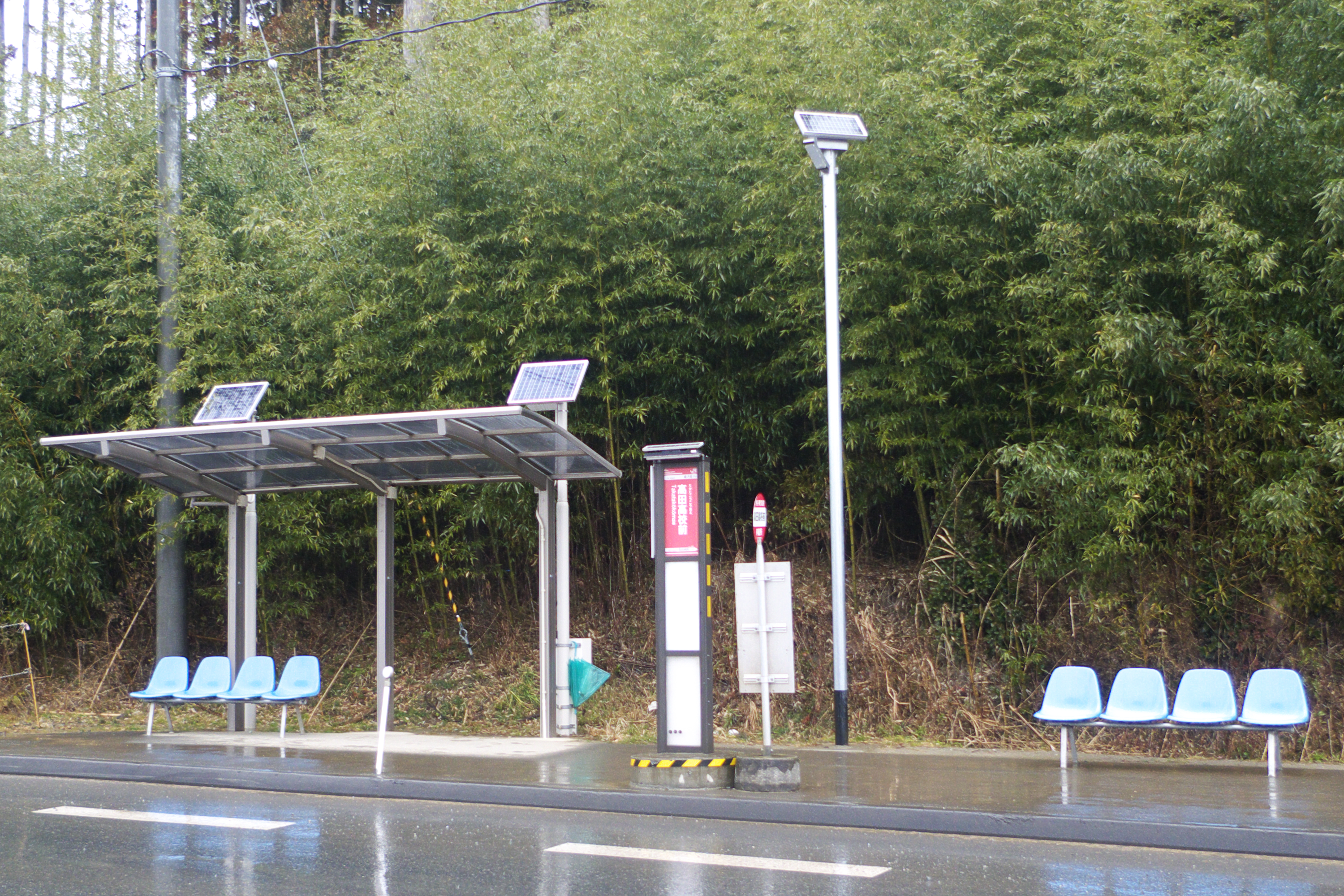
盛方向月台（2017年1月）

- 2015年（平成27年）3月14日：巴士站啟用[1][2]。
- 2018年（平成30年）
  - 1月23日：巴士站遷移[3]。
  - 4月1日：巴士站遷移[3]。
- 2019年（平成31年）3月16日：巴士站遷移[4]。

## 巴士站構造
巴士站位於一般道路上。盛方向巴士站設有候車室。

## 利用狀況
根據「JR東日本」，2019年度（令和元年度）1日平均乘車人次為56人。
| 乘車人次變化       | 乘車人次變化     | 乘車人次變化   |
| 年度               | 1日平均 乘車人次 | 參考資料       |
| ------------------ | ---------------- | -------------- |
| 2014年（平成26年） | 20               | [ 利用客数 2 ] |
| 2015年（平成27年） | 118              | [ 利用客数 3 ] |
| 2016年（平成28年） | 104              | [ 利用客数 4 ] |
| 2017年（平成29年） | 87               | [ 利用客数 5 ] |
| 2018年（平成30年） | 67               | [ 利用客数 6 ] |
| 2019年（令和元年） | 56               | [ 利用客数 1 ] |

## 巴士站周邊
- 岩手縣立高田高等學校[1]
- 陸前高田市綜合交流中心（日语：陸前高田市総合交流センター）

## 相鄰巴士站
東日本旅客鐵道（JR東日本）
■大船渡線BRT
□快速
不途經
■普通
陸前高田－*町中陸前高田－高田高校前－高田醫院
*:刪除線為廢站

## 注腳

### 利用狀況
1. 1 2  . 東日本旅客鐵道.   [2020-07-19]. （原始内容存档于2021-01-10） （日语）.
2. ↑  . 東日本旅客鐵道.   [2019-02-14]. （原始内容存档于2020-10-08） （日语）.
3. ↑  . 東日本旅客鐵道.   [2019-02-14]. （原始内容存档于2020-06-02） （日语）.
4. ↑  . 東日本旅客鐵道.   [2019-02-14]. （原始内容存档于2020-06-02） （日语）.
5. ↑  . 東日本旅客鐵道.   [2018-09-17]. （原始内容存档于2020-08-11） （日语）.
6. ↑  . 東日本旅客鐵道.   [2019-07-24]. （原始内容存档于2020-05-15） （日语）.

## 外部連結
- 車站資訊（高田高校前）：東日本旅客鐵道（日語）